# Levobřežní Ukrajina

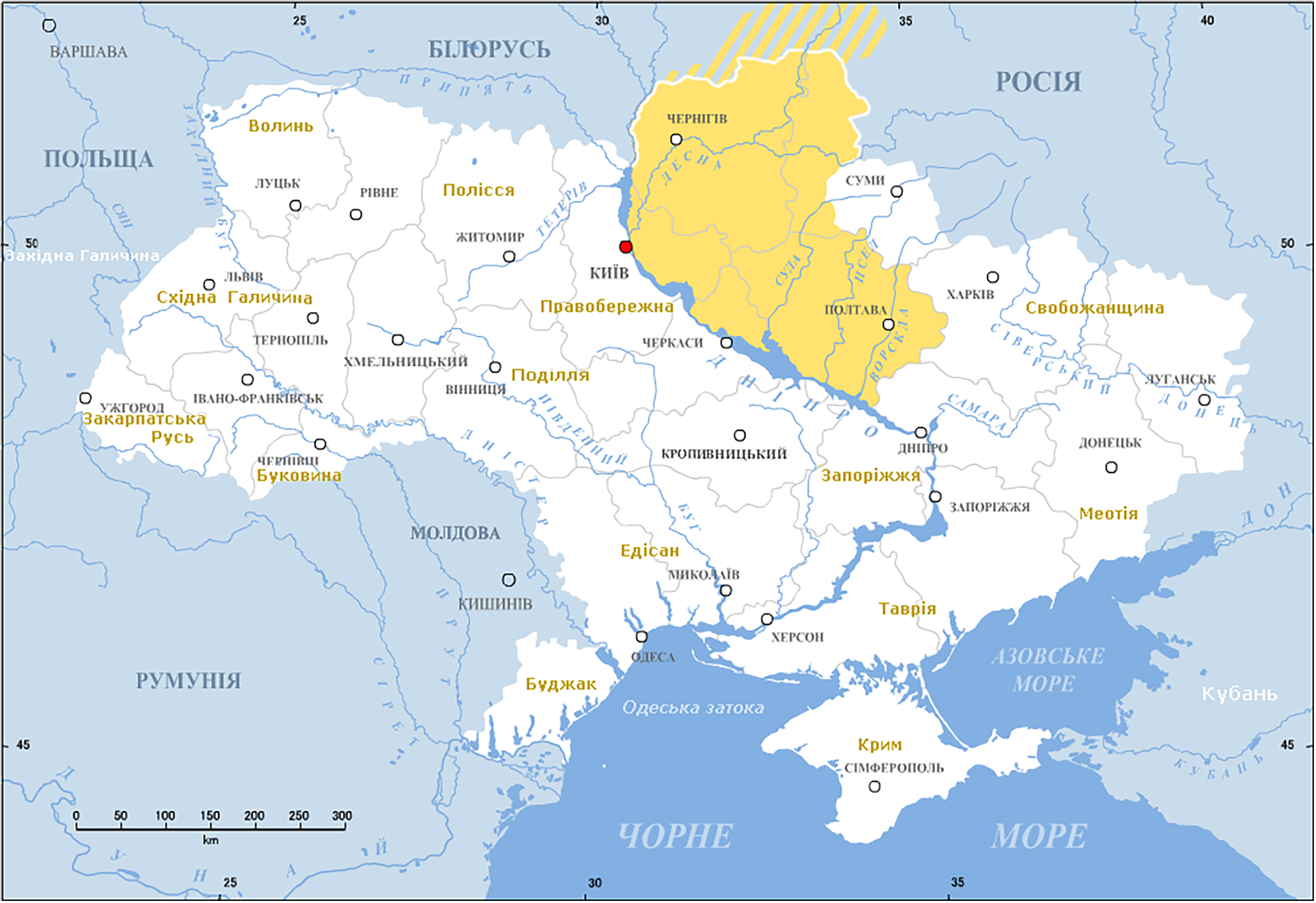
Území levobřežní Ukrajiny je vyznačeno žlutě

Levobřežní Ukrajina (ukrajinsky Лівобережна Україна) je historické území na levém břehu Dněpru v severní části dnešní Ukrajiny, které bylo roku 1654 připojeno k carskému Rusku.
Na Perejaslavské radě či Perejaslavské dohodě – setkání kozáckého shromáždění vedené hejtmanem Bohdanem Chmelnickým a zástupci ruského cara Alexeje Michajloviče roku 1654 v Perejaslavi – se dohodlo připojení Levobřežní Ukrajiny k carskému Rusku. Po andrušovském míru (1667) mezi Polskem a Ruskem byla Levobřežní Ukrajina potvrzena mírovou smlouvou jako součást Ruska, zatímco Pravobřežní Ukrajina zůstala součástí Republiky obou národů (Rzeczpospolita) – polsko-litevské unie.
Termín neoznačuje veškeré současné ukrajinské území na východ od Dněpru, neboť jeho dolní tok a Krym (později „Nová Rus“) byl tehdy vazalským územím Osmanské říše. Levobřežní Ukrajinu tvořily dnešní Černihivská, Sumská a Poltavská oblast a části Kyjevské, Čerkaské a Dněpropetrovské oblasti.
Díky své přechodné autonomii v rámci Ruského impéria v podobě Kozáckého hetmanátu bývá levobřežní Ukrajina zvána také Hetmanščyna.